# Crime sur les cimes
Crime sur les cimes (High Time to Kill) est le troisième roman original écrit par Raymond Benson mettant en scène James Bond, l'agent 007 au service secret de Sa Majesté (quatrième si l'on prend en compte la novélisation de Demain ne meurt jamais). Publié en Angleterre en mai 1999, c'est le premier roman à présenter Le Syndicat, organisation criminelle que Bond doit affronter, comme pour le SPECTRE dans les romans de Ian Fleming et de John Gardner,.
La formule du Revêtement 17, un matériau révolutionnaire qui permettra de dépasser Mach 7, a été dérobée dans le laboratoire britannique où elle a été conçue. L'organisation derrière ce vol, Le Syndicat, puissant groupe de terroristes à louer, espère obtenir un bénéfice important de sa vente à une puissance étrangère. Mais, après avoir transité sans encombre par la Belgique et l'Inde, la formule se perd non loin du sommet du Kanchenjunga, troisième plus grande montagne du monde, dans le crash de l'avion qui la transportait.

## Résumé
Durant des vacances aux Bahamas avec son assistante, Helena Marksbury, James Bond est invité à une soirée organisée par l'ancien gouverneur des Bahamas qui explique à 007 qu'il reçoit des lettres l'incitant à rembourser une dette qu'il a envers un Espagnol ; elles sont signées Le Syndicat. Peu après que Bond lui eut expliqué que Le Syndicat est une organisation criminelle qui loue ses services à qui le veut, l'ancien gouverneur est assassiné. Bond réussit à rattraper l'assassin, mais celui-ci préfère se suicider. 
Quelques semaines plus tard, James Bond et Bill Tanner se retrouvent à un club de golf. Sur place, ils croisent par hasard le group captain Roland Marquis et son partenaire le Dr. Steven Harding ; ces derniers travaillent avec la DERA (Defence Evaluation and Research Agency). Bond et Marquis, se considérant toujours comme des rivaux depuis Eton, décident de s'affronter lors d'une partie de golf. Bond et Tanner perdent.
Plus tard, sur un site de la DERA à Fleet, Marquis et Harding volent la formule d'un projet secret : le « Revêtement 17 », et en détruisent les recherches. Parti en Belgique, Harding rend visite au Dr. Hendrik Lindenbeek ; ce dernier implante un pacemaker contenant la formule dans le corps d'un certain Lee Ming.
M convoque 007 en salle de réunion. La DERA leur explique qu'elle essayait de développer un matériau capable de supporter les conditions de vol à vitesse Mach 7 sur leur site de Fleet. M envoie son agent sur les traces de Steven Harding, soupçonné d'implication dans le vol. Harding semble être parti en Belgique.
Sur le trajet qui devait le mener à Bruxelles, Bond est attaqué par le Syndicat. À l'aide des gadgets de sa Jaguar XK8 modifiée par le major Boothroyd, il parvient à éliminer ses poursuivants. Après avoir informé ses supérieurs que son arrivée en Belgique était connue, Bond joint son contact local, Gina Hollander. Cette dernière lui annonce qu'elle a repéré Harding.
007 se rend à l'hôtel d'Harding et s'introduit dans sa chambre, mais il est surpris par un homme de main. Bond parvient à se débarrasser de l'homme, mais Harding et Lee ont le temps de fuir. Gina et Bond se rendent ensuite chez le Dr. Lindenbeek grâce aux indices trouvés dans la chambre ; celui-ci leur avoue avoir implanté un pacemaker contenant un micropoint dans le corps de Lee Ming pour le compte du Syndicat. 
Dans la base de données d'Interpol, Bond et Gina apprennent que le vrai nom de Lee Ming est Ming Chow. Par la suite, Chow est repéré ; pendant qu'il attend des hommes à Katmandou pour franchir la frontière chinoise, des policiers se rapprochent de lui. Chow et les hommes qui l'accompagnent détournent un petit avion pour fuir les autorités, mais à cause de mauvaises conditions météo, ils se crashent non loin d'un sommet de l'Himalaya, le Kangchenjunga. 
M convoque Bond et lui demande de rejoindre une expédition devant durer plusieurs semaines et qui a pour but de récupérer la formule du Revêtement 17. Officiellement les membres de l'expédition ont pour objectif de ramener les corps à leurs familles. Seules, deux personnes au sein du groupe connaissent la vraie raison de la mission : un Gurkha nommé Chandra Bahadur Gurung et le chef d'expédition qui n'est autre que Roland Marquis.
À Casablanca, Steven Harding rencontre le chef du Syndicat : Le Gérant. Après avoir établi que Harding a trahi l'organisation, sans doute par cupidité, Le Gérant le fait tuer. Le chef a également eu vent de deux autres expéditions : une par les Chinois (ceux à qui le Syndicat devait livrer la formule) et une autre par la mafia russe.
L'ascension britannique a débuté et suit son cours ; James Bond se rapproche du médecin du groupe, Hope Kendall, ancienne maîtresse de Marquis. Une nuit, Bond et Chandra repèrent l'expédition chinoise et détruisent ses vivres ; les Chinois renoncent ainsi à leur ascension. Peu après, un des membres de l'expédition est assassiné, puis le matériel de Bond est saboté ; dans les deux cas 007 dirige ses soupçons sur un certain Otto Schrenk.
Bond contacte Londres par liaison satellite. Tanner lui apprend que l'expédition britannique a été infiltrée par le  Syndicat et qu'Helena Marksbury a disparu ; elle serait également liée au Syndicat. 
Au trente et unième jour de l'expédition, Bond et une partie de l'expédition atteignent le site du crash. Après plusieurs jours de recherche, le corps de Chow est trouvé. Bond s'isole et extrait le pacemaker du cadavre, mais se fait assommer par l'homme que le Syndicat a infiltré : Otto Schrenk. Roland Marquis arrive près de la tente de Bond, tue Schrenk qui s'apprêtait à égorger Bond d'une oreille à l'autre (la "marque" du Syndicat), et vole la formule du Revêtement 17 avant de blesser Chandra dans sa fuite. Lorsque Bond reprend connaissance, Hope Kendall lui apprend qu'elle a trouvé la plupart des membres de l'expédition égorgés dans leurs tentes ; les autres ont disparu. 
Malgré sa blessure, Chandra parvient à suivre Marquis et découvre que ce dernier avait un autre complice au sein de l'expédition : Carl Glass. Marquis et Glass se rendent au campement de l'expédition russe pour livrer la formule et toucher leur récompense (Marquis travaillait en réalité pour Harding et non pour le Syndicat contrairement à celui-ci, ensemble ils avaient prévu de doubler l'organisation en vendant la formule à la mafia russe). Cependant le chef, Igor Mislov, essaye de les doubler lors du payement et se fait tuer ainsi que le reste de l'expédition russe par Glass et Marquis. Peu après, Chandra tente d'arrêter les deux hommes ; il parvient à tuer Glass mais se fait tuer par Marquis.

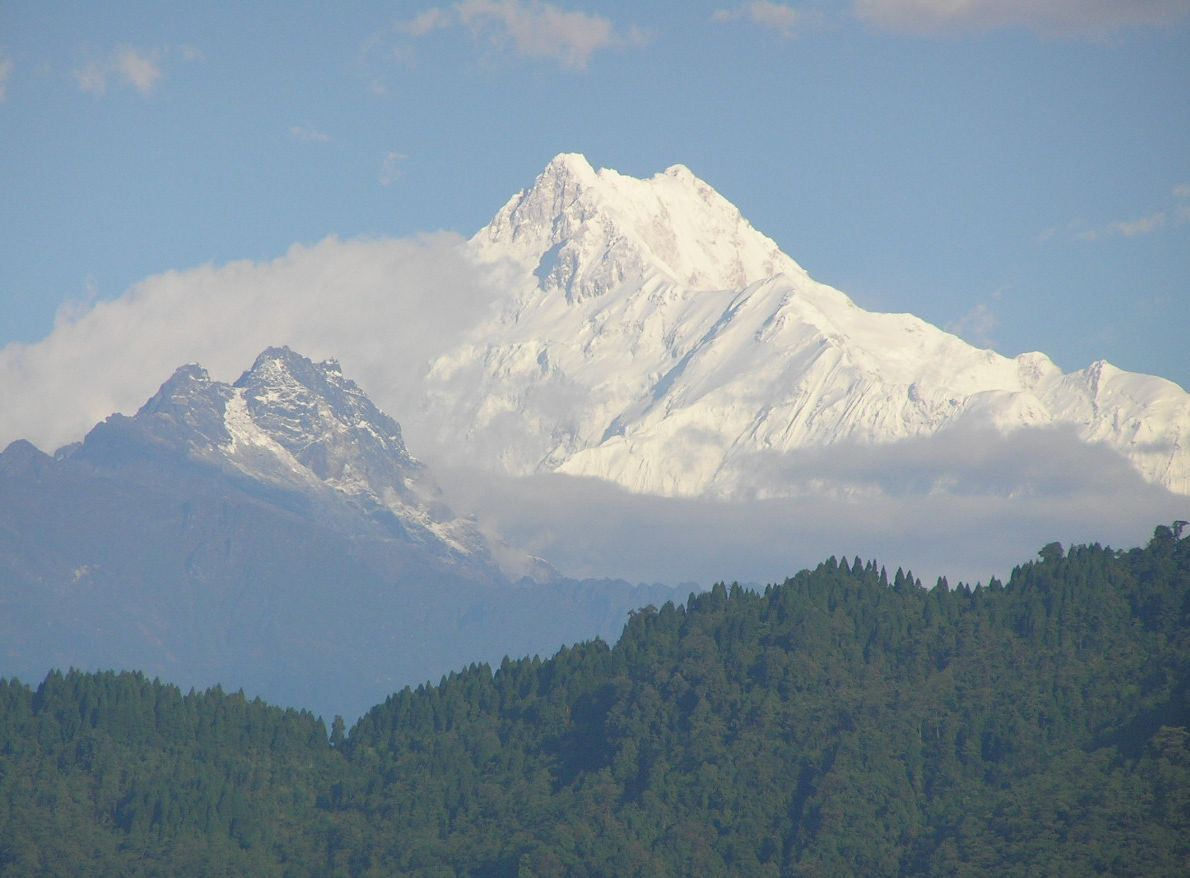
Le Kangchenjunga au matin vu depuis Chouda Pheri

Marquis n'a pas assez de bouteilles d'oxygène et doit retourner en chercher près de l'épave de l'avion. Bond le croise et le poursuit jusqu'au sommet du Kangchenjunga où ils s'arrêtent tous les deux. Marquis succombe peu après avoir donné le pacemaker à 007. Hope Kendall, qui les avait précédemment rejoints, aide James Bond à redescendre.
Près de l'avion, Bond réalise qu'un membre de l'expédition, Paul Baack, a simulé sa mort. Celui-ci apparaît et menace Hope avec une arme pour que 007 lui donne la formule ; il travaille pour le Syndicat. Bond et Hope parviennent cependant à le tuer.
007 est de retour à Londres, il reçoit les félicitations de M pour avoir récupéré la formule du Revêtement 17, mais également ses reproches pour sa liaison avec Helena Marksbury. Alors qu'il est chez lui, Helena lui téléphone : elle lui explique que le Syndicat la faisait chanter en menaçant sa sœur et ses neveux. Elle se sent en danger, aussi Bond se propose d'aller la chercher ; il arrive cependant trop tard, Helena Marksbury a été égorgée.

## Personnages principaux
- James Bond
- M
- Bill Tanner
- Group Captain Roland Marquis - ancien rival de Bond à Eton, il est désormais dans la RAF et, étant excellent alpiniste, il est le leader de l'expédition britannique.
- Sergent Chandra Bahadur Gurung - officier népalais du Royal Gurkha Rifles en Angleterre, il accompagnera James Bond lors de son ascension du Kanchenjunga.
- Dr. Hope Kendall - médecin d'origine néo-zélandaise et ancienne amante de Roland Marquis, c'est la seule femme de l'expédition.
- Le Gérant - chef du Syndicat, il est supposé être aveugle mais on ne sait rien d'autre sur lui.
- Steven Harding
- Gina Hollander
- Helena Marksbury
- Ming Chow

## The Union[3]Trilogy
En octobre 2008, l'édition américaine Pegasus Books a publié une compilation intitulée The Union Trilogy regroupant les trois 007 écrits par Benson dans lesquels figurent Le Syndicat, à savoir Crime sur les cimes, Doubleshot (non traduit en français) et Ne rêve jamais de mourir. Le recueil comporte aussi la première nouvelle de l'auteur à faire figurer James Bond, Le Spectre du passé, nouvelle qui n'avait jamais été éditée en anglais en version complète.